# Eugen Scharin-Serenyi
Eugen Scharin-Serenyi, in den USA als Eugen Sharin (* 21. August 1904 in Slawonisch-Brod, Österreich-Ungarn (heute Kroatien); † 16. Februar 1969 in New York City, Vereinigte Staaten), war ein österreichisch-ungarischstämmiger Filmschaffender.

## Leben und Wirken
Der aus dem heute kroatischen Brod stammende Scharin-Serenyi arbeitete zunächst in der Presseabteilung der deutschen RKO-Dependance in Berlin. Als Jude musste er nach der Machtergreifung Deutschland verlassen und übersiedelte am 27. Juni 1937 in die Vereinigten Staaten. Dort wurde er unter der Amerikanisierung seines Namens Eugen Sharin 1942/43 als technischer Berater und Dialogautor bei einer Reihe von antinazistischen Propagandafilmen wie Hitler’s Children und Alfred Hitchcocks Das Rettungsboot eingesetzt, als es galt, die deutschen Passagen des Films bzw. die deutschen Dialoge glaubwürdig einzusetzen. Unmittelbar nach Kriegsende reiste Eugen Sharin im Auftrag des State Departments Ende 1945 ins kriegszerstörte Berlin, im Mai/Juni 1946 ist eine ebensolche Dienstreise nach Wien nachgewiesen, wo er für die US-Armee als Filmoffizier diente. Gleich im Anschluss daran stellte Scharin-Serenyi/Sharin Kurz- und Dokumentarfilme her; in dieser Eigenschaft führten ihn bis 1950 Reisen nach England, in die Schweiz und in die Niederlande.

## Filmografie
- 1942: Es waren einmal Flitterwochen (Once Upon a Honeymoon)
- 1942: Von Agenten gejagt (Journey Into Fear)
- 1943: Hitler’s Children
- 1943: Das Rettungsboot (Lifeboat)
- 1950: Grimm’s Fairy Tales
- 1950: Vienna Choir Boys